# Ellen Osiier
Ellen Osiier (Hjørring, 13 de agosto de 1890-Copenhague, 6 de septiembre de 1962) fue una deportista danesa que compitió en esgrima, especialista en la modalidad de florete. Participó en los Juegos Olímpicos de París 1924, obteniendo una medalla de oro en la prueba individual.

## Palmarés internacional
| Juegos Olímpicos | Juegos Olímpicos | Juegos Olímpicos | Juegos Olímpicos   |
| Año              | Lugar            | Medalla          | Prueba             |
| ---------------- | ---------------- | ---------------- | ------------------ |
| 1924             | París (Francia)  | Medalla de oro   | Florete individual |